# 天津商业大学宝德学院
天津商业大学宝德学院，简称宝德学院，位于中华人民共和国天津市西青区津静路，毗邻天津城建大学。天津商业大学宝德学院是2004年经中华人民共和国教育部批准由天津商业大学民办二级学院转制为独立学院，由天津商业大学和天津摩根教育管理咨询有限公司（代表新加坡莱佛士教育集团）合作举办的本科层次的独立学院。